# Погостнов Єгор Олексійович
Єгор Олексійович Погостнов (рос. Его́р Алексе́евич Пого́стнов, нар. 1 березня 2004, Александров, Росія) — російський футболіст, центральний захисник клубу «Локомотив».

## Ігрова кар'єра

### Клубна
Єгор Погостнов починав займатися футболом у ДЮСШ свого рідного міста. Починав грати на позиції нападника. Пізніше тренери перевели його в центр захисту. У своїй першій команді Погостнов став кращим бомбардиром, чим і привернув до себе увагу тренерського штабу московського «Локомотива».
З 2020 року футболіст почав виступати за команду «Локомотива» у Юнацькій футбольній лізі. Через рік його почали залучати до матчів молодіжної команди.
6 листопада 2022 року у матчі РПЛ проти «Урала» Єгор Погостнов зіграв свою першу гру на дорослому рівні.

### Збірна
З 2019 року Єгор Погостнов грає за юнацькі збірні Росії різних вікових категорій.